# Roy Cameron (Mediziner)
Gordon Roy Cameron (* 30. Juni 1899 in Echuca, Victoria (Australien); † 7. Oktober 1966 in Finchley, London) war ein australischer Pathologe.
Cameron studierte Medizin an der University of Melbourne mit dem Bachelor-Abschluss 1922 (M.B. und B.S.) und wurde noch vor Abschluss seiner Facharztausbildung am Melbourne Hospital 1923 Stewart Lecturer in Pathologie an der Universität. 1925 wurde er als Nachfolger von Macfarlane Burnet erster Assistent von Charles Kellaway und stellvertretender Direktor des Walter and Eliza Hall Institute (WEHI) in Melbourne, dem ältesten medizinischen Forschungsinstitut in Australien. 1927 war er bei Ludwig Aschoff an der Universität Freiburg und danach bei A. E. Boycott am University College London Hospital Medical School, wo er 1929 einen D.Sc. erhielt. Er blieb dort und lebte von da an mit dem Laborassistenten von Boycott, Fred Crews und dessen Frau (Cameron selbst heiratete nie). Von 1928 bis 1930 war er dort Graham Scholar in Pathologie, von 1930 bis 1933 Beit Fellow, war kurz Pathologe für Pathologie am Queen Mary’s Hospital und ab 1934 Reader für Pathologie am UCL Hospital, an dem er 1937 als Nachfolger von Boycott Professor für Pathologie wurde. Nach Unterbrechung im Zweiten Weltkrieg war er 1945 wieder auf seinem Lehrstuhl am UCL, an dem er 1946 auch das Graham Department leitete. 1964 ging er in den Ruhestand, war aber schon ab 1956 durch Krankheit eingeschränkt.
Er befasste sich anfangs mit experimenteller Pathologie der Bauchspeicheldrüse mit Experimenten an Meerschweinchen, insbesondere an Regeneration der Langerhansschen Inseln nach partieller Pankreatektomie. Ab 1929 unternahm er Grundlagenforschung zu Leberkrankheiten und Lungenödeme. Im Zweiten Weltkrieg war er in der Forschungsstation für chemische Kampfstoffe in Porton Down, wo er mit dem Physiologen Joseph Barcroft zusammenarbeitete.
Von 1932 bis 1955 war er Mitherausgeber des Journal of Pathology and Bacteriology.
Er war 1945/46 im britischen Chemical Defense Board, von 1947 bis 1956 im Agricultural Research Council und von 1952 bis 1956 im Medical Research Council. 1946 wurde er Fellow der Royal Society, deren  Royal Medal er 1960 erhielt. 1957 wurde er geadelt. 1962 war er Gründungspräsident des Royal College of Pathologists (und dessen Fellow). 1962 wurde er Ehrendoktor in Melbourne (seine einzige Reise nach Australien nach seinem Wechsel nach England). Er war Fellow des Royal College of Physicians.
Er war Hobby-Pianist und Mathematiker und befasste sich mit Geschichte der Pathologie bis in die Renaissance.

## Schriften
- Pathology of the cell, London 1952